# 白彦阿力并
白彦阿力并（？—？），蒙古族，伊克昭盟鄂爾多斯左翼後旗（今内蒙古自治區达拉特旗）人，清末民初蒙古贵族，因被大蒙古国博克多汗封为辅国公，故人称“白彦公”。

## 生平
白彦阿力并是达拉特旗的贵族，世代居住在扒子补隆（今属乌拉特前旗），因事被褫夺了台吉之后，任东召召官。
1911年外蒙古独立后，大蒙古国博克多汗封他为辅国公，实授管带（相当于营长）之职。白昔巴图、乌茂德、吉尔茂、巴图、格什克图五人为其手下哨官（连长）。每棚补充俄国造联珠步枪10支，随后白彦阿力并率部南下，配合大蒙古国军队作战，参加了攻占大余太与进犯包头的战役。同时，乌兰察布盟四子王旗、达尔罕旗、茂明安旗以及中、东、西公旗，由于位于交战范围内或接近交战区，也都曾出兵响应大蒙古国。大蒙古国军队受挫之后，乌兰察布盟的各旗骑兵仍留在旗内。
1915年阴历七月，卢占魁和白彦阿力并从外蒙古回师内蒙古，白彦阿力并仍驻在中公旗阿勒忽洞庙，卢占魁则在固阳、武川一带活动。
1915年，马福祥扩军编练甘肃新军，任命马鸿宾为新军司令。当时，绥西哥老会领导人弓占元、后套独立队卢占魁、同心县金占魁及内蒙古的白彦公等，分别在绥西、宁夏地区活动。马福祥乃派马鸿宾清剿。马鸿宾在科布尔击败了弓占元。1916年2月，马鸿宾在绥西东大沟、白家地击败了卢占魁、金占魁和白彦公。